# إيزابيلا كورتيز
كانت إيزابيلا كورتيز تعمل في مجال الكيمياء وهي إيطالية وكاتبة عصر النهضة، كل ما هو معروف عن حياتها وعملها هو من كتابها عن الكيمياء:  أسرار السيدة إيزابيلا كورتيز، كانت كورتيز أيضا خبيرة بالعديد من المجالات غير الكيمياء. وساعدت إيزابيلا في تطوير مجموعة متنوعة من مستحضرات التجميل للوجه وقدمت مجموعة متنوعة من المساهمات الأخرى في مجال العلوم خلال القرن السادس عشر.

## ثقافة العلوم الإيطالية في القرن السادس عشر
طوال القرن السادس عشر ازدهرت الثقافة العلمية في العديد من مجالات الدراسة المختلفة، ليس فقط في الأكاديميات والمحاكم ولكن أيضا في بعض الكتب، يوجد تفاعلات جديدة للتلاعب بالطبيعة والحصول على أسرار لمجموعة واسعة من الاستخدامات  بما في ذلك مستحضرات التجميل والتحولات الكيميائية والعلاجات الطبية. وفي المجالات الحديثة كانت كلمة "سرّي" و "تجربة" مترادفتين  ولكن هذا لا يعني أنهما كانتا غير معروفتين بل إن كلمتي "السرّ" أو "التجربة" قد ثبت نجاحها من قبل. في القرن السادس عشر كان السر شكلًا من أشكال العملة ، فيمكن استخدامه لسداد الديون أو استبدالها وقد يزيد من مكانتها الفكرية والسياسية والاجتماعية ، حينما زاد الطلب على الأسرار بدأ يتردد صداها مع العديد من النساء والرجال كذلك  وقد كانت معدلات معرفة القراءة والكتابة بين النساء في القرن السادس عشر تتزايد بثبات بسبب اللهجة العامية وظهور المطبوعات في أوروبا. قلة قليلة من الأشياء كانت قادرة على عبور حدود الجنس والطبقية بصعوبة ولكن كتب الأسرار استطاعت بسهولة ، فقد كان هذا الشكل الجديد من العلوم جذابا للجميع ولكنه لم يكن فقط للأثرياء أو الأغنياء، لقد تجاوزت الحدود التي لم تستطع معظم الأشياء تجاوزها  وكانت كتب الأسرار متداولة في إيطاليا في شكل مخطوطة. فقد كانت هذه المخطوطة عبارة عن مجموعة من الأسرار العديدة المختلفة بدءًا من الاستخدامات الطبية إلى التجميلية. اضافةً على ذلك السعي في تقديم اهتمام خاص لمواضيع متعددة كالإدارة المنزلية وصحة المرأة. سلطت هذه الفئات الضوء على العديد من الموضوعات المتعلقة بالحمل والخصوبة للتحضير لمواضيع أخرى مثل الولادة  وركز نطاق آخر للدراسة على مهام الحياة اليومية العملية التي تضمنت طرق الحفاظ على الصحة والنظافة عن طريق منافذ الكيمياء ومستحضرات التجميل ، إن كتاب الأسرار قدم علاجات لجميع أنواع احتياجات البشر كي تزدهر وتراوحت مشاركة الطب وأنواع العلاجات من أنواع أقل خطورة وألم مثل الطفح الجلدي إلى مواضيع مهمة أخرى مثل العقم. كانت التعليمات حول كيفية صنع كريمات الوجه أو الحفاظ على النبيذ أو إزالة البقع من مهارات نمط الحياة العامة لمساعدة النساء عن طريق توفير مصدر للترفيه مع عدم مناقشة الأعطال الآلية العلمية بشكل كامل ، إضافةً إلى ذلك قد تضمنت محتوى يتعلق بإدارة المنزل مع المعرفة الكيميائية التي جذبت انتباه المزيد من الرجال ، بشكل مبسط وصلت المعرفة الكيميائية إيطاليا وقدمت للجمهور الثقافة العلمية بطريقة لم يكن من الممكن الوصول إليها من قبل.بعيدا عن جاذبية الغموض والإِبداع لنوع "كتب الأسرار" ، ازدهرت شعبية إيزابيلا كورتيز في كتابها أسرار السيدة إيزابيلا كورتيز. اجتاح كتاب كورتيز العالم العِلمي وبحلول عام 1599 لكتاب كورتيز اتضح أن له سبع طبعات ووضعت اسمها بين البروفيسور دي سيغريتي "أستاذ الأسرار" الذي أدرجه توماسو غارزوني في كتابه الموسوعي بيازا يونيفرسال. على الرغم من أن هذه النصوص عمرها أكثر من مائة سنة إلا أنها لا تزال تلعب دورًا مهما في إلهام الآخرين مثل الكاتبة كارول فيرينز والتي كتبت رواية عن كيف يمكن لزيت الزيتون أن يفيد الشعر والبشرة وما إلى ذلك.

## المرأة في العلوم في القرن السادس عشر
كانت المرأة خلال القرن السادس عشر لا تزال مستمرة في الحصول على مكانة عالية في مجال العلوم، في حين أن الذكور لا يزالون يتعرفون على معظم الخبرات في مجالات الطب والممارسات الأخرى إلا أن جسد الأنثى ظل أكثر دراية من قبل النساء أنفسهن  وأدى معرفة أجسادهم إلى مكانة محددة من المعرفة الأنثوية التي يمكن نشرها في "كتب الأسرار" التي كتبتها الإناث. لا تزال الأثار قائمة حول قدرات الإناث على فهم العلوم والتجارب الحقيقية، تمت كتابة أعمال العلاجات التجميلية والطبية الأنثوية بشكل استراتيجي تحت اسم المرأة ولذلك سيتم تأكيد العمل نفسه على قيمته وأصالته من قبل الذكور، بينما لا يزال العمل ذاته يتمتع بسمعة طيبة في نظر النساء في ذلك الوقت، كانت "الأسرار" وصفات لأغراض تجميلية وطبية مختلفة  وكان من السهل اتباع تنسيق إيزابيلا كورتيز مع وصفات تظهر التعليمات خطوة بخطوة لضمان البساطة والإيجاز الذي سمح للنساء بالقراءة. من المعروف أن هذه الأدلة المفصلة خطوة بخطوة كانت تترجم أيضا إلى العديد من اللغات المختلفة حتى تتمكن النساء من جميع أنحاء العالم من قراءة "كتاب الأسرار" فنشرت خلال عصر تحديث إيطاليا وكانت أعمال كورتيز شائعة وتعتبر كيميائية متجولة تدعم النساء وقدرتهن على القراءة. المعرفة التي جمعتها من خلال السفر إلى العديد من البلدان مثل مورافيا وبولندا والمجر مكنتها من إنشاء أشكال مختلفة من العمل الذي طور المرأة في العلوم خلال القرن السادس عشر وقدمت مراجع لوصفاتها الكيميائية عن طريق استخدام الصور بما في ذلك معدات المختبرات وغيرها من الدعائم لتبسيط محو الأمية الموجه للنساء لمتابعته. إن التنمية الشاملة ومشاركة المرأة في الإشتراكات الكيميائية مع عدة بلدان مثل ألمانيا وإسبانيا وفرنسا وإيطاليا وإنجلترا لا تزال لغزا.

## التعليم
ادعت كورتيز أنها درست الكيمياء لمدة ثلاثين عام بما في ذلك أعمال الكيميائيين الراسخين مثل جابر بن حيان ورامون لول وأرنالدوس دي فيلا نوفا ، مع ذلك كانت رافضة بشدة لعملهم واصفة إياه بأنه "مليء بالثرثرة والخرافات والوصفات المجنونة التي تجعلك تخسر الوقت والمال فقط". اعتقدت أنها لم تكسب شيئا من خلال دراسة عملهم سوى زيادة في احتمال الوفاة المبكرة  ويقال أن إيزابيلا كورتيز تعلمت المزيد عن مجال الكيمياء من خلال السفر حول العالم بدلا من مجرد قراءة بعض الكتب القديمة التي تناقش موضوع الكيمياء.

## أسرار السيدة إيزابيلا كورتيز
ظهر في عام 1561 كتابها "I secreti della signora Isabella Cortese" أو بالأحرى "أسرار السيدة إيزابيلا كورتيز" لأول مرة في مدينة البندقية حيث قدم الكيمياء إلى جمهور أكبر من القراء، تنتمي هذه الكتب إلى نوع "كتب الأسرار" وقد اكتسب هذا النوع سمعة سيئة في القرن السابع عشر، يشار إلى أسرار إيزابيلا كورتيز المذكورة باسم العلاجات المنزلية في المجتمع الحالي وتم اعتبار العديد من هذه الأسرار علاجات طبية مثبتة وعلاجات يومية. يمكن استخدام التجارب التي تعتبر فعالة للغاية أو ذات معدل نجاح مرتفع كتبادل للسلع أو كوسيلة لسداد الديون وفي بعض الحالات يمكن أن تساعد المرء على الوصول إلى مكانة اجتماعية أو طبقة أعلى. بمرور الوقت ومن خلال الثقافات المختلفة العديد من هذه العلاجات ستتغير وتصبح مطلوبة للغاية وذات قيمة داخل مجتمعها وإذا استبعدنا العلاجات الطبية والتجميلية فستُظهر الاستخدامات الأخرى نصائح حول كيفية إدارة الأسرة ومناقشة كيفية تحويل المعادن إلى ذهب. تضمنت هذه التعليمات كيفية صنع العديد من العناصر العملية مثل معجون الأسنان والغراء والتلميع والصابون ومستحضرات التجميل ، يدعو أحد العلاجات إلى مزيج من الكافور الثابت والفضة السريعة والكبريت لصنع "دواء عالمي" من خلال الجمع المجازي للعقل والجسد والروح. بعضهم يحتاج إلى مزيج من أعضاء السمان والنمل المجنح الكبير والعنبر الشرقي والمسك وزيت مصنوع على يد كبار السن ولبان المستكة كذلك، كان هذا الخليط علاجا مفترضا لضعف الانتصاب. فطالما يتم اتباع جميع التعليمات بالضبط يدّعي الكِتاب أن جميع أسراره ستكون معروفة للقارئ  فقد أظهر الكتاب الكثير عن أشياء غير معروفة من الطبيعة وكيف يمكن استخدامها طبيا. تم تقسيم الوصفات المقدمة في محتوى العمل إلى أربعة كتب متميزة تركز على العديد من وجهات النظر المختلفة التي تنطبق على الذكور أو الإناث. يوضح الكتاب الأول فكرة الوصفات الطبية ويشرح طرق علاج الأمراض الرئيسية المنتشرة عبر أوروبا آنذاك. تشمل هذه العلاجات أمراض مثل الزهري أو كيفية علاج الطاعون الشائع، بالإضافة إلى أن هذا الجزء يعزز الطريقة العامة لشفاء الجروح كثيرًا من خلال الكيمياء مع بعض العمليات التي تشمل التقطير والطرق الأخرى المتعلقة بالكيمياء. يركز الكتاب الثاني أكثر على كيفية إنتاج مواد مثل الذهب أو الإكسير كما ذُكر من قبل. يوجد قواعد مشتركة تقترحها كورتيز للقرّاء في هذا القسم قبل الاستمرار مثل العمل على انفراد والاستفادة من الأوعية والانغماس في الإلمام بالتجارب الكيميائية وإبقاء العين على النار والتحضير في استخدام الملقط والسرية في جميع الأعمال والعثور على حلفاء جديرين بالثقة وتسبيح الله بعد نجاح التجربة من خلال خدمة الأقل سعادة أو حظا. بمجرد وضع هذه القواعد يتم تقديم توجيهات حول طرق تغيير خصائص المعادن، كتغيير النحاس إلى ذهب ، أما الكتاب الثالث له تغطية أكبر بما في ذلك الموضوعات التي لفتت الاهتمام بشكل واضح؛ مثل تجميع المرايا وصبغ الشعر وإزالة البقع  والكتاب الأخير موجه للنساء عن طريق الجمال فهو عن ممارسة تعزيز الجمال من خلال الكريمات والمساحيق وصبغة الشعر والزيوت.

### وصفات تجميلية منسوبة إلى إيزابيلا كورتيز
تذكر إيزابيلا كورتيز العديد من الوصفات في كتابها المثيرة للاهتمام  فعلى الرغم من أن كورتيز عملت في الكيمياء، إلا أنها ركزت أيضا على التحولات التجميلية للجسم الأنثوي المشابهة جدا لما نعرفه اليوم باسم التجميل وتتطلب هذه التحولات وصفات عبارة عن مكونات قد يشكك فيها الكثيرون اليوم.
على سبيل المثال؛ يوجد وصفة واحدة خاصة بلون الوجه مصنوعة على النحو التالي: الحصول على عدد قليل من الطيور مع الريش الأبيض وخلال الأسبوع المقبل إلى أسبوعين يجب إطعامهم فقط المكسرات من الصنوبر، ثم بعد انتهاء أسبوع إلى أسبوعين تُذبح الطيور وبعدها تُمزج السائل الذي تم الحصول عليه وبعض أجزاء الطائر مع كمية صغيرة من الخبز الحلو مع جزء صغير من الخبز الأبيض أيضا، بعد ذلك إضافة بعض حليب الماعز وسخن المحلول، فبمجرد الانتهاء من التسخين قم بتقطير المنتج النهائي الذي سيتم تطبيقه على الوجه  ويجب أن يساعد هذا المنتج النهائي في تحسين بشرة الشخص الشاحبة مع الكشف أيضًا عن لون البشرة الحقيقي.
يوجد وصفة مختلفة محفورة في "كتاب الأسرار" الخاص بها التي يتم استدعاؤها للمساعدة في تطهير وإزالة السموم من الوجه. الوصفة هي كما يلي؛ أولًا اجمع بعض حبوب الليمون والفاصوليا المجففة وبمجرد خلط الاثنين أضف الخليط إلى وعاء مليء بالنبيذ الأبيض، فعند الانتهاء عليك جمع بعض العسل والقليل من بيضات وأونصات من حليب الماعز وأخيرًا  امزج كل هذه المكونات معا ثم ابدأ في تقطير الخليط. يمكن تطبيق هذا الخليط النهائي للمساعدة في تخليص الوجه من السموم والمواد الكيميائية الضارة التي عادةً ما تجفف الوجه أو تجعله دهنيا للغاية، فهذه ليست سوى اثنين من الوصفات المثيرة للاهتمام التي تنسَب إلى الكورتيز وتم تحديد ما إذا كانت هذه الوصفات تعمل أم لا وفقًا لمعايير الجمال في أوروبا في القرن السادس عشر وقد يتعامل عالم التجميل اليوم مع العديد من ظلال الميلانين المختلفة وأنواع كثيرة من البشرة وأنسجة شعر مختلفة بالإضافة الى آراء مختلفة عن الجمال للبشر من جميع أنحاء العالم.

### الاستقبال
في ذلك الوقت كانت أسرار السيدة إيزابيلا كورتيز تحظى بشعبية كبيرة وتم نشره في إحدى عشرة طبعة بين عامي 1561 و1677 بالإضافة إلى طبعتين من الترجمة الألمانية ، فيمكن أن ينسب جزء من هذا النجاح إلى إصرار كورتيز على احتفاظ قُرّائها بأسرار كتابها لأنفسهم  وطلبت من قُرّائها إبعاد الناس عن مكان عملهم الكيميائي وحرق كتابها بمجرد أن يتعلموا كل أسراره.